# Wendy Orr
Wendy Orr (Edmonton, 27 marzo 1968) è una scrittrice australiana di origine canadese.
È conosciuta soprattutto per il romanzo L'isola di Nim (Nim's island) pubblicato nel 1999 e dal quale nel 2008 venne tratto il film Alla ricerca dell'isola di Nim con protagonisti Abigail Breslin, Jodie Foster e Gerard Butler.